# 髙瀨友
髙瀨 友（たかせ ゆう、2月21日 - ）は、日本の女性声優。山口県出身。81プロデュース所属。

## 経歴
東京アニメーションカレッジ専門学校声優学科アニメ声優コースを2013年に卒業。
2016年4月1日付で81プロデュースに所属。

## 人物
方言は山口弁。
趣味はゲーム、珈琲をたてること。特技はソフトテニス、バドミントン。

## 出演

### テレビアニメ
- EVIL OR LIVE（2017年）
- 縁結びの妖狐ちゃん（2017年、雪揚の母、侍女）
- SHOW BY ROCK!! ましゅまいれっしゅ!!（2020年、おばちゃん、村民）

### ゲーム
- ナイトスリンガー（2016年、クリスティナ、キャビット 他）
- Battleship Girl -鋼鉄少女-（2016年、アドミラル・グラーフ・シュペー 他）
- DAEMON X MACHINA（2019年、主人公）
- ディズニー ツイステッドワンダーランド（2020年、ジャミルの母）

### ボイスコミック
- 想いの欠片（松本タカコ）

### イベント
- 81LIVE SALON〜声瞬〜81落語会　Produce by入船亭扇蔵

### 吹き替え

#### 映画
- THE INFORMER/三秒間の死角（キャット）
- ガン・ドッグ（マーシャ）
- キングのメッセージ（ブート〈エヴァ・コルカー〉）
- シティーハンター THE MOVIE 史上最香のミッション（レンタカー店女）
- ソニック・ザ・ムービー（受付[6]）
- 透明人間（シドニー・レイニア〈ストーム・リード〉）
- バッド・ジーニアス 危険な天才たち（試験官〈ノパワット・リキトウォン〉 他）
- ライ麦畑の反逆児 ひとりぼっちのサリンジャー（クレア・ダグラス〈ルーシー・ボイントン〉）

#### ドラマ
- ガールフレンド・エクスペリエンス（サンドラ・フュークス、ダイアン）
- グランド・アーミー（トール）
- クワンティコ/FBIアカデミーの真実（アンジー教官、ケイト、サリー、エレン 他）
- サバヨミ大作戦!
- ジ・アメリカンズ（捜査官、レストラン客）
- シー・ハルク:ザ・アトーニー
- シスター戦士
- 100日の郎君様
- 未来の大統領の日記（秘書、クリス・P）
- LUCIFER/ルシファー（ニッキー 他）

#### テレビ番組
- キラー・マイクのきわどいニュース
- 殺人犯の視聴率

#### アニメ
- ガーディアンズ・オブ・ギャラクシー（ヴァルキリー）
- ボー・ピープはどこに?（ママ）
- ミッキーマウスのワンダフル・サマー（ラジオ、ボート運転手B、子供たち）

### 舞台
- 〜ファミリーミュージカル〜 ショータと妖精の国とナマコ酢